# Die Besessenen von Aix-en-Provence
Bei den Besessenen von Aix-en-Provence handelt es sich um eine kollektive Hysterie, die zu Beginn des 17. Jahrhunderts in der Provence stattfand und als teuflische Verführung bezeichnet wurde. An den Vorgängen waren Louis Gaufridi, ein Benediktinermönch aus Saint-Victor de Marseille und Pfarrer von Les Accoules, sowie Ursulinenschwestern aus Aix-en-Provence beteiligt, darunter die Schwestern Madeleine de Demandolx de la Palud und Louise Capeau, die sich von ihm verhexen ließen. Trotz starker Unterstützung, unter anderem durch die Erzbischöfe von Avignon und Aix-en-Provence, wurde der Priester für schuldig befunden, nachdem er der Hexerei und Magie überführt worden war. Er wurde am 30. April 1611 auf der Place des Prêcheurs in Aix-en-Provence verbrannt.

## Louis Gaufridi

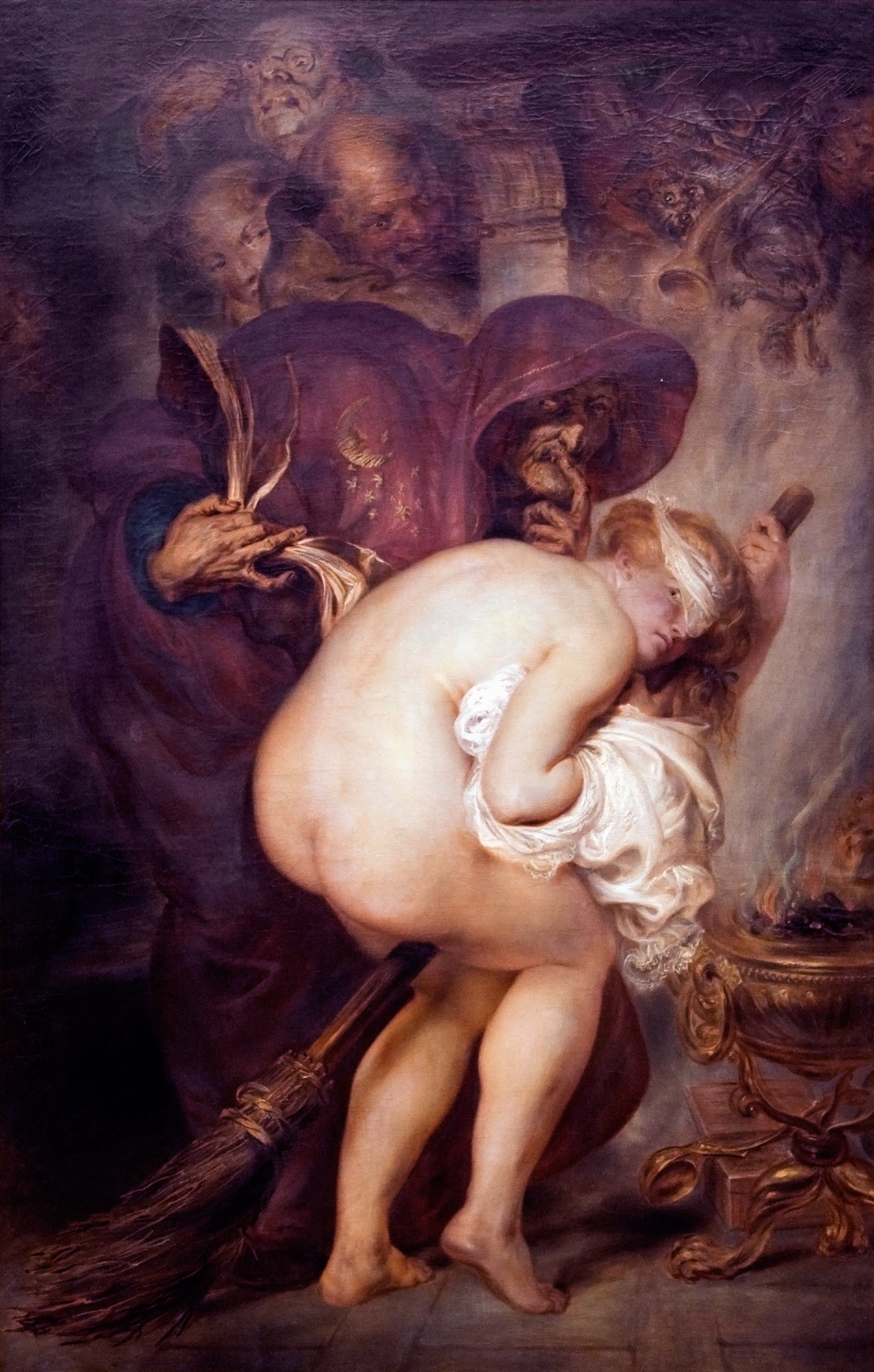
Young Sorceress von Antoine Joseph Wiertz (1857)

Louis-Jean-Baptiste Gaufridi wurde als Sohn eines Schäfers im Dorf Beauvezer, in der Nähe von Colmars, im oberen Verdon-Tal, 1572 geboren. Sein Onkel Cristol Gaufridi, Pfarrer von Pourrières, überzeugte seine Eltern, ihn in den Orden eintreten zu lassen. Er wurde in Pourrières im Presbyterium aufgenommen, wo er Lesen, Schreiben, ein wenig Latein, das liturgische Ritual und die Verwaltung der Sakramente lernte. Dort entdeckte er ein altes Traktat über die Kabbala, das zu einem seiner Lieblingsstudienfächer wurde. Im Alter von 18 Jahren ging er nach Arles, um Theologie zu studieren und erlangte das Priesteramt.
Er entschied sich, Mönch in der Abtei St-Victor in Marseille zu werden. Zum Priester geweiht, feierte er seine erste Messe in Beauvezer. Er ließ sich 1595 in Marseille nieder. Er diente in mehreren Pfarreien und wurde Pfarrer von Accoules. Dieses sehr lukrative Amt konnte dank der Unterstützung der Familie Demandolx de la Palud, die ursprünglich aus Beauvezer stammte, erhalten werden. Da die Herrschaft der Viktorianer sehr lax geworden war, verließ er sein Kloster, um in der Stadt zu leben, wo er sich als ein sehr fröhlicher Mann erwies, der gutes Essen liebte. Die Demandolx de la Palud mochten ihn und er wurde mit ihnen vertraut.

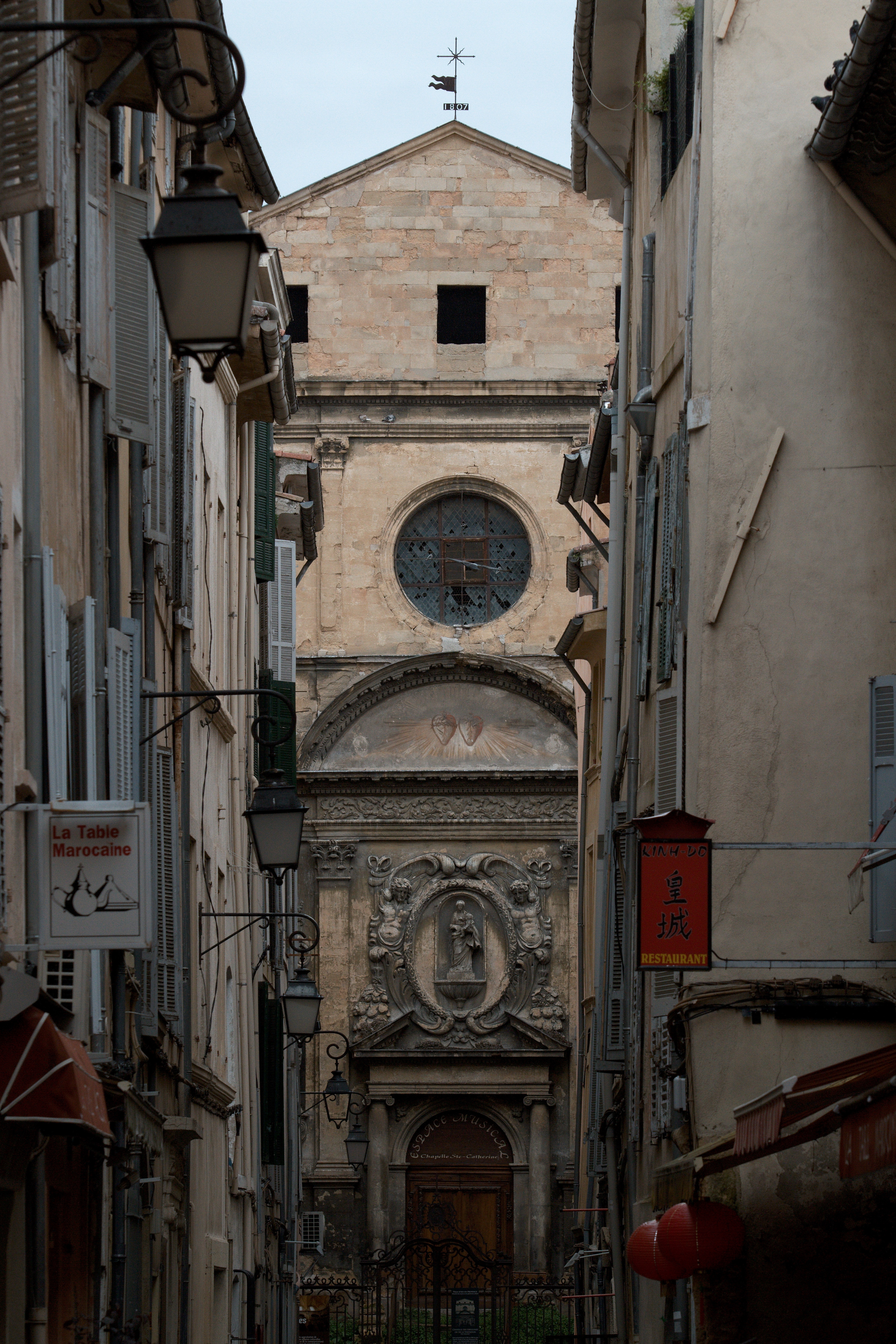
Kapelle des Ursulinenklosters in Aix-en-Provence

Er wurde der geistliche Leiter der Mutter und ihrer drei Töchter und war für die religiöse Erziehung der Jüngsten, Madeleine, zuständig, deren Geburt er miterlebt hatte. Er ließ sie zur Erstkommunion gehen und beeinflusste dann ihre Familie, sie in die Obhut der Ursulinen zu geben. Der Pfarrer verliebte sich in Madeleine, der er während ihres gesamten Noviziats folgte. Sie war eine seiner geistigen Töchter, die sich ihm jeden Abend anschlossen. Sie sollten erbauliche Gespräche mit ihrem Beichtvater führen, bei denen der Beichtvater seine jungen Anvertrauten missbrauchte.
Im Alter von 17 Jahren wurde sie aufgrund von Depressionen mehrmals zu ihren Eltern nach Hause geschickt. Anzeichen für die Anwesenheit von Dämonen sollen 1609 im Haus von Madeleine aufgetaucht sein. Dieses Gerücht erreichte die Ohren von Catherine de Gaumer, Mutter Oberin der Ursulinen von Marseille. Sie warnte Madeleines Mutter und gab dem Priester zu verstehen, dass er sofort aufhören solle. Madeleine war im Kloster unter der direkten Aufsicht von Mutter Gaumer. Auf Drängen ihrer Vorgesetzten gab sie die komplette Geschichte ihrer Beziehungen zu Gaufridi preis. Um weiteren Schaden zu verhindern und jede Verbindung mit dem Priester zu unterbinden, wurde die Novizin in das Kloster von Aix versetzt.

## Vorgänge im Konvent

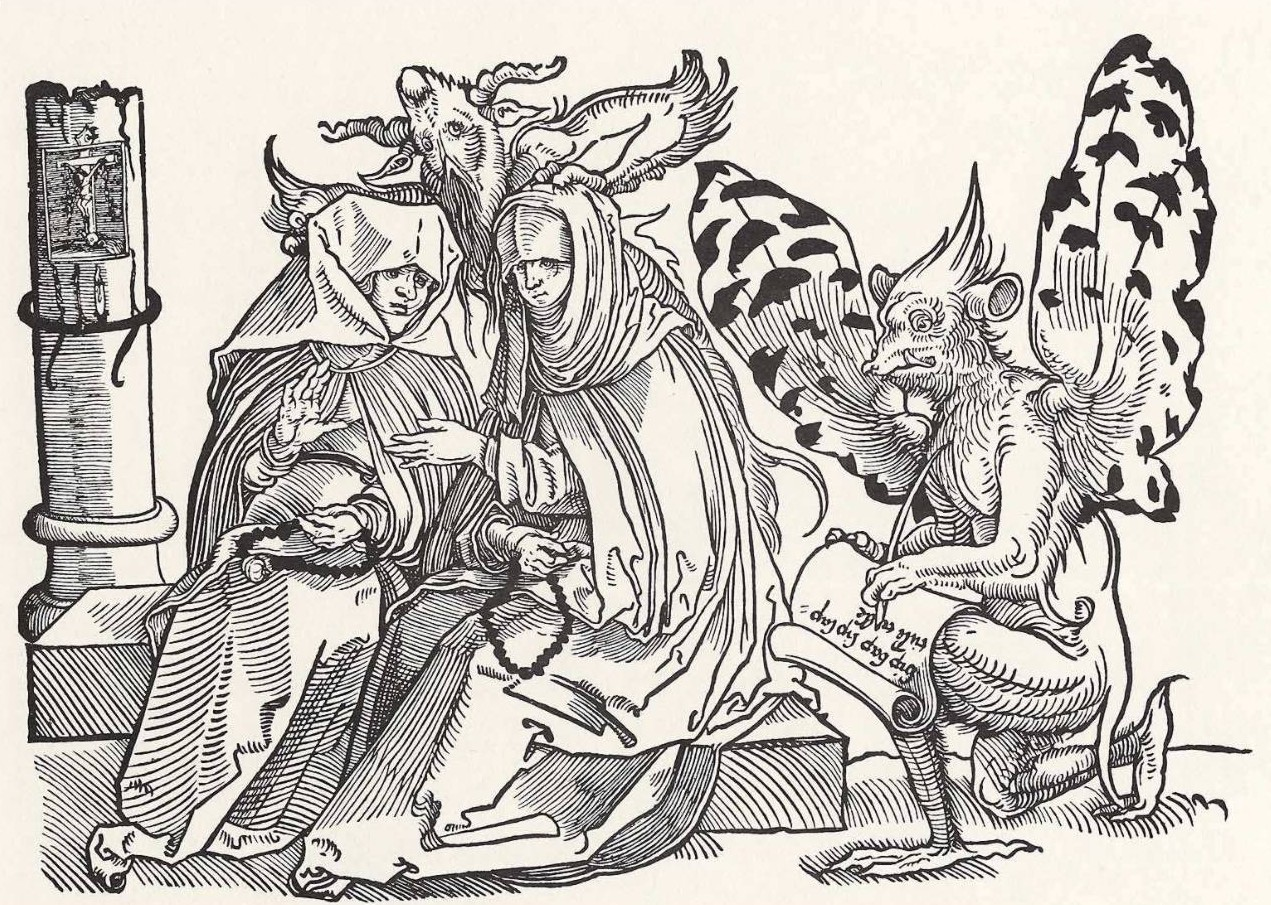
Klatschschwestern und der Teufel von Hans Weiditz

Madeleines Krankheit verschlimmerte sich bei den Ursulinen in Aix. Sie hatte Visionen und Krisen inmitten der Gottesdienste. Ihre Oberen und der Beichtvater des Klosters suchten die Ursachen. Daraufhin gestand sie, dass man ihr die Jungfräulichkeit genommen habe und sie dem Teufel verfallen sei.

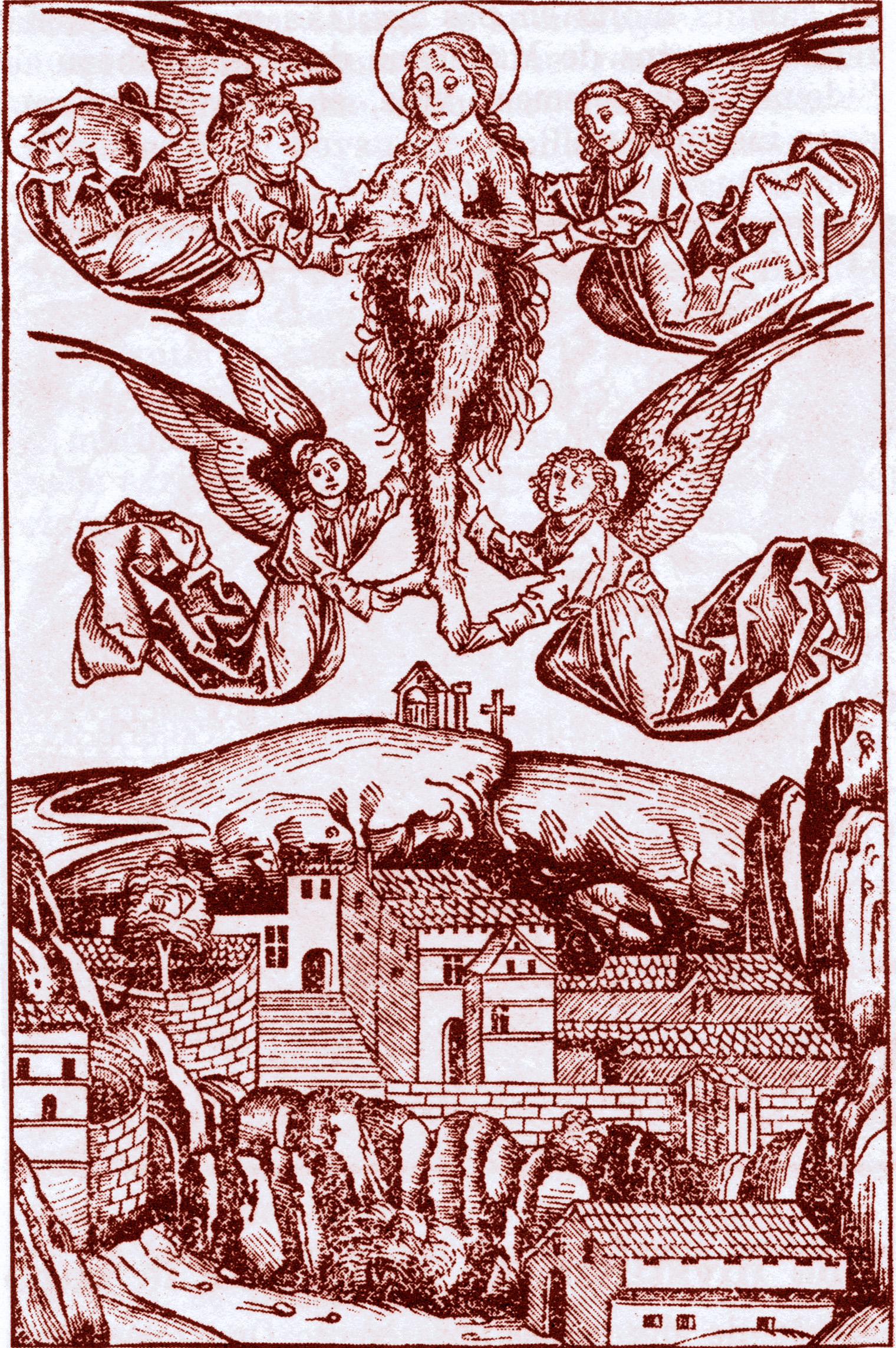
Madeleine von Engeln über Sainte Baume getragen

Konfrontiert mit dem Unglauben der Menschen um sie herum, fiel Madeleine dem zum Opfer, was als unbestreitbare dämonische Besessenheit angesehen wurde; ihr Körper wurde verbogen und in einem Wutanfall zerstörte sie ein Kruzifix. Ein Exorzismus wurde verordnet, um die Dämonen aus ihrem Körper zu vertreiben. Pater J.-B. Bomillon, Oberer der Priester der Christenlehre, exorzierte sie mehr als ein Jahr lang. Nicht nur die ersten Versuche waren erfolglos, auch bei den folgenden Versuchen behauptete das Mädchen, ein Priester habe sie verhext, er sei ein Teufelsanbeter und habe mit ihr kopuliert, seit sie 17 Jahre alt war.
Die Atmosphäre im Konvent veränderte sich derart, dass bald drei weitere Nonnen erklärten, von Dämonen besessen zu sein, und am Ende des Jahres stieg diese Zahl auf acht. Louise Capeau, geboren von ketzerischen Eltern, galt als die Besessenste und hatte noch ausgeprägtere Delirien und körperliche Verrenkungen als Madeleine. Die Situation im Ursulinenkloster überforderte Bomillon, so dass er Madeleine und Louise zur Sainte-Baume führte.

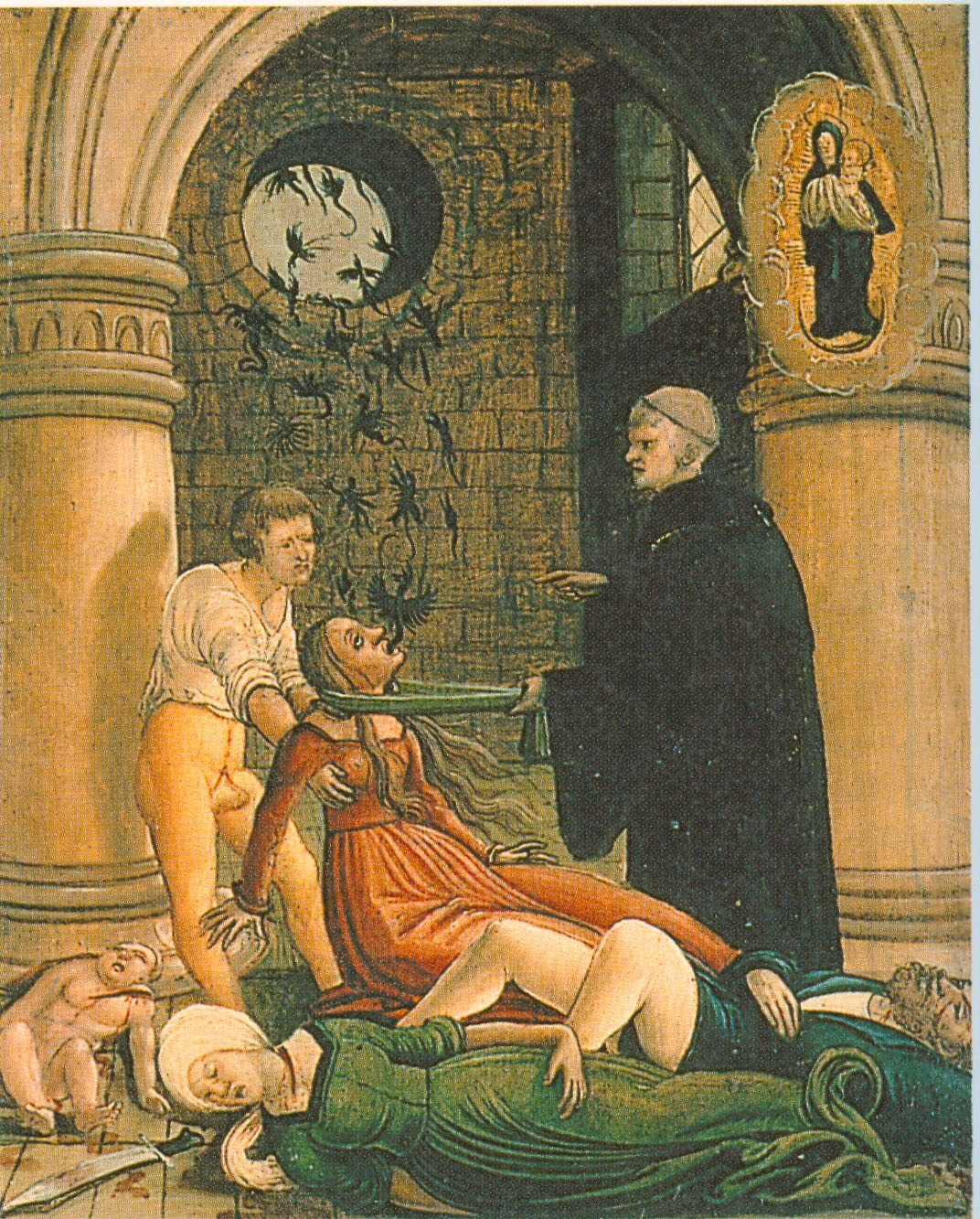
Exorzismus einer Frau

Großinquisitor und Prior von Saint-Maximin, Sébastien Michaëlis, nahm den Fall in die Hand, assistiert von den Inquisitoren Domptius, einem flämischen Exorzisten, und Billet. Die Mönche machten sich schnell ein Bild von der Situation: Madeleine war von einem Heer von Dämonen unter der Führung von Beelzebub und Astaroth besessen, während Louise nur von drei Untergebenen besessen war: Verrine, Sonneillon und Grésille.
Am 19. Dezember 1610 apostrophierte einer von Louises Dämonen, nachdem er mehrere Male gebrüllt hatte, Madeleine mit den Worten: „Louise ist besessen, sie leidet dieses Unglück um deinetwillen. Louise ist ihre Plebejerin“. Verrine, ein sehr redseliger Dämon, forderte Madeleine auf, Buße zu tun, dann schaltete er Gaufridi ein, indem er ihn beschuldigte, ein Magier zu sein, was ihn überraschte, weil ihn noch niemand verdächtigte.
Nachdem der Dämon Verinne Gaufridi beschuldigt hatte, die Ursache für Madeleines Besessenheit zu sein, zählte der Exorzist Domptius 666 Dämonen, die ihren Körper in Besitz genommen hätten. Er rief Gaufridi auf, seine Gemeinde zu verlassen, um zu exorzieren. Louise Capeau beschuldigte ihn, sobald sie ihn sah, ein Zauberer und ein Kannibale zu sein. Sie enthüllte, dass er Madeleine verführt hatte, dass er sie in eine Höhle auf dem Grundstück ihres Vaters brachte, wo sie nur der Teufel fand, den Gaufridi als seinen guten Freunde bezeichnete. Sie wurde mit einem Schlag auf den Ringfinger markiert und dann von einem von ihnen bestiegen, der sie entjungferte. Sie musste sich unterwerfen und wurde eine Sabbatprinzessin. Ihr Verführer hätte sie, um sie an der Flucht zu hindern, mit Zaubersprüchen belegt.

## Die Inquisitoren von Sainte-Baume
Gaufridi nahm die Anschuldigung nicht ernst und erwiderte: „Wenn ich ein Zauberer wäre, hätte ich meine Seele sicher tausend Teufeln gegeben“. Dieser Scherz wurde von den Inquisitoren als Schuldeingeständnis aufgefasst und brachte den Priester sofort ins Gefängnis. Sein Gefängnis befand sich in einer unterirdischen Kammer hinter dem Hochaltar des Dominikanerklosters, es wurde die „Bußgrotte“ genannt.
Vier Dominikaner wurden beauftragt, es Tag und Nacht zu bewachen. Am 24. Januar 1611 konnten die Inquisitoren kein Auge zutun, alle hörten eine infernalische Musik über dem Wald von Sainte-Baume, der Priester von Les Accoules habe, so sagten sie, seine Dämonen hinter sich hergezogen. Es gab mehr als hundert Stimmen von Frauen und Kindern, die lauthals sangen: „Die Sabbate wurden schöner gefeiert, besonders um die Höhle herum, zwischen den Dickichten und Felsen, an den Wegen und am Berg. Es war hauptsächlich nachts. In der Dunkelheit erhoben sich die Stimmen von Männern und Frauen, ohne dass man unterscheiden konnte, was sie sagten. In der Ebene darunter waren mehrere Lichter zu sehen. Die Lichter waren wie Fackeln, und die Schreie und Stimmen dauerten etwa zwei Stunden lang.“
Dieses ganze große Getöse kam, so sagten die Inquisitoren, aus der Synagoge der Zauberer, die ihren Sabbat abhielten. Außerdem könnten sie sich nicht mit Küssen, Berührungen und anderem begnügen. Sie stellten den Priester von Accoules zur Rede und brachten ihn dazu, zu gestehen, dass er „seine Hand über ihren Mund und ihre Stirn legte und dann dorthin, wo ihre Jungfräulichkeit lag“. Da blies er sie an, damit sie ihn begehrte, fügte der Priester hinzu und erklärte, dass er mit seinem Atem einen Liebeszauber auslöste. Er fand es gut, hinzuzufügen: „Sie kam, um mich von den Feldern abzuholen, von der Kirche, und wollte, dass ich drei Tage bei ihrem Vater bleibe. Also legte ich sie niedergeschlagen, wenn ich wollte...“
Was Verrine betrifft, so fuhr er fort, durch Louises Mund über die Dogmen des Christentums zu dissertieren, und da die Besessene Latein verstand und sprach, bemerkte er ironisch: „Louises Eltern, die Ketzer waren, werden ihrer Tochter, die erst seit kurzer Zeit ihre Bestimmung kennt, zweifellos das Latein der Exorzismen beigebracht haben“, sagte er.
Zweifel an der Besessenheit von Louise, die als unwissendes und naives Mädchen galt, wichen der Gewissheit, als sie „bewundernswerte Dinge sagte, von denen man sich hier keine Vorstellung machen kann“. Pater Billet, einer der Inquisitoren, drängte in einem Brief an die Priester, schnell zu kommen, um „Dinge zu hören, die wirklich unerhört und so schön sind, dass man sie kaum glauben würde, wenn man sie nicht sähe. Kommt also, ihr anderen, und sagt mir, dass ich zu leichtgläubig bin, aber kommt und seht, ich bin nicht allein; wenn ich mich geirrt habe, gibt es viele andere, denen ich mehr zutrauen muss, als ich bin“.
Noch durch Louises Mund bestätigte Verrine, dass Gaufridi jede erdenkliche Form der sexuellen Perversion begangen hatte. Die Inquisitoren befahlen daraufhin, sein Haus nach magischen Büchern oder Gegenständen zu durchsuchen, die ihn belasten. Die Durchsuchung ergab nichts, aber die Untersuchung ergab, dass der Pfarrer in seiner Gemeinde ein hochgeschätzter Mann war. Denn viele weigerten sich, Gaufridi für schuldig zu halten, so gut war sein Ruf.
Viele gut situierte Menschen empfanden Mitleid und Wertschätzung für ihn. Sie gingen offen mit den Vorwürfen der „Falschheit, Ungeschicklichkeit und des Wahnsinns“ um. Es wurde sogar vorgeschlagen, die ganze Angelegenheit auf einer Synode aufzulösen, nachdem sie für sinnlos und unwahr erklärt worden war. Der Inquisitor Domptius wurde sogar für einige Stunden inhaftiert, und Gaufridis Unterstützer schafften es, ihn freizubekommen. Er wurde am 8. Januar 1611 entlassen. Aufgrund dieser Unterstützer bat Gaufridi dann darum, dass sein Name aus dem Protokoll gestrichen und seine Ankläger bestraft werden. Dann ging er nach Avignon, um Philonardi, den Vizelegaten, zu bitten, von Papst Paul V. die Erklärung seiner Unschuld zu erwirken. Dies wurde abgelehnt. Daraufhin bat Jacques Turricella, der Bischof von Marseille, vier Kanoniker, ihn in eine Zelle zu bringen.
Domptius, der von Gaufridis Besessenheit und Magie überzeugt war, wurde von dem Theologen des Erzbischofs von Avignon, François-Etienne Dulci und dem Generalvikar des Erzbischofs von Aix, Paul Hurault de L’Hôpital, vorgeladen. Beide teilten ihm mit, dass die Erzbischöfe nicht der Meinung seien, dass der Angeklagte strafrechtlich verfolgt werden sollte.

## Parlament der Provence
Der Großinquisitor Michaelis blieb entschlossen, seine Schuld zu beweisen. Am 5. Februar ging er nach Aix, um vom Präsidenten Guillaume du Vair in Audienz empfangen zu werden. Er erzählte ihm von den Ereignissen, die seit dem 1. Januar stattgefunden hatten. Er kam zu dem Schluss, dass alles beweist, dass die Mädchen besessen waren und dass Gaufridi für sie verantwortlich war.
Das Parlament der Provence nahm sich des Falles an und am 17. Februar wurde Madeleine dem Präsidenten Guillaume du Vair vorgestellt. Sie erzählte ihm von ihren Erlebnissen und zeigte ihm auf seine Bitte hin ihre satanischen Male. Am 19. wurde ein Berater beauftragt, den Vorwurf der Verbrechen der Magie zu klären.
Am 20. Februar wurde Gaufridi in den Kerker gesteckt und kam nur heraus, um ins Gefängnis zu gehen. Diesmal wurde er in Aix, im Palast der Grafen der Provence, gefangen gehalten. Ein neues nächtliches Tohuwabohu wurde im Laufe der Nacht durch das Heulen einer Katze, in der Nähe des Gefängnisses, und das Bellen der Hunde, die ihr antworteten, ausgelöst.
In Aix wurde Madeleine erneut in die Hände der Inquisitoren übergeben, die erneut ihren ganzen Körper nach den bösen Zeichen absuchten. Dann brachten sie sie in die Kathedrale von Saint-Sauveur, wo sie im Keller zum Beinhaus geführt wurde. Sebastian Michaélis, der behauptete, sie müsse die Fähigkeit ihrer Dämonen im Umgang mit den heiligen Reliquien kennen, ließ sie zwei Nächte inmitten der Gebeine verbringen. Am 24. Februar untersuchte der Mediziner Antoine Mérindol die Nonne und bescheinigte ihr, dass sie besessen sei.
Die Folter, der sie während ihrer Verhöre ausgesetzt war, war so stark, dass es die Anwesenheit mehrerer Männer benötigte. Am 26. Februar 1611 ließen die neugierigen Inquisitoren zwei Ärzte und einen Chirurgen kommen, um seltsame Reaktionen in Madeleines Kopf zu beobachten. Ihre Haut zitterte auf ihrem Schädel wie die von Fröschen. Sie musste exorziert werden, um diese Reaktion zu stoppen. Dann begann Madeleine das zu machen, was man „unehrliche Bewegungen“ nannte. Die Ärzte konnten sie nicht unterdrücken, und die Nonne erwiderte, dass sie ihrerseits keine Möglichkeit hatte, es zu tun. Die Männer erkannten, dass diese Dinge wirklich übernatürlich waren. Am 27. verfassten die Professoren der Universität von Aix auf Wunsch von Michaelis einen Bericht über die Defloration von Madeleine. Es wurde auch festgestellt, dass Abdrücke gefunden wurden und dass Nadeln eingedrungen waren, ohne dass sie sie spürte.
Am 5. März wurden Madeleine und Gaufridi konfrontiert. Sie sagte zu ihm: „Es gibt vier Hauptpunkte, die du nicht leugnen kannst. Erst hast du mich in meines Vaters Haus entjungfert, dann hast du mich zum Sabbat mitgenommen, dort hast du mich gezeichnet. Schließlich schicktest du Teufel, um mich zu besitzen, als ich bei den Ursulinen eintreten wollte“.
Der ehemalige Pfarrer von Les Accoules bestritt dies entschieden und rief aus: „Bei Gott dem Vater, bei Gott dem Sohn, der Jungfrau, dem heiligen Johannes...“. Worauf sie antwortete: „Ich kenne dieses Schwören, bei Gott, dem Vater, hörst du Luzifer, beim Sohn, Beelzebub, beim Heiligen Geist, Leviathan, bei der Jungfrau, der Mutter des Antichristen, und beim Heiligen Johannes, dem Vorläufer des Antichristen. Dies ist der Schwur der Synagoge.“
Am Abend desselben Tages entkleideten die Ärzte und Chirurgen Gaufridi, um seinen Körper nach bösen Spuren zu untersuchen. Nachdem sie ihm die Augen verbunden hatten, stachen sie ihn an verschiedenen Stellen und machten ihren Bericht. Bei der Veröffentlichung wurde bescheinigt, dass sie drei unempfindliche Marken gefunden hatten. Der Priester wies darauf hin, dass der Teufel eine unschuldige Person markieren könnte. Er wurde von Juristen und Theologen unterstützt. Aber diese These wurde von Michaélis widerlegt, der ihn für den Schuldigen hielt.
Bei der Eröffnung des Prozesses denunzierte Madeleine, während sie mechanisch schwang, Gaufridi als Teufelsanbeter und Zauberer. Sie beschuldigte ihn auch des Kannibalismus und bat ihn dann, zu ihm gewandt, um ein freundliches Wort. Mit seinem Schweigen konfrontiert, ließ sie verlauten, dass jede Nacht Zauberer kamen, um sie zu reiben und zu beschmieren. So wie es der Pfarrer von Les Accoules tat, als er sie in die Garrigue von Marseilleveyre brachte. Dort wurde sie gesalbt, getauft, mit der Taufe der Zauberer gezeichnet auf ihren Nieren, ihrem Herzen, ihrem Kopf und dann ließ der Priester sie ein Cédule mit ihrem Blut unterschreiben. Der Priester gab ihr daraufhin Asmodeus, einen Dämon, um ihr beizustehen, zu dienen und sie zu bewahren und sie in der Liebe zu wärmen. Nachdem die Richter das Zeichen des Teufels an ihrem Körper gefunden hatten, versuchte sie zweimal, Selbstmord zu begehen, indem sie sich aus dem Fenster stürzte und sich selbst erstach.
Gaufridi wurde ins Prätorium gebracht, nachdem er während seines Aufenthalts im Gefängnis gefoltert worden war. Vor Gericht wurde ein Pakt mit dem Teufel vorgelegt, der angeblich mit dem eigenen Blut des Priesters unterzeichnet wurde. Und er wurde beschuldigt, am 11. März ein Geständnis ablegen zu wollen, obwohl er nicht sehr zerknirscht war.
Als Magdalena nach dem Sabbat gefragt wurde, erklärte sie: „dass er seit ihrer Bekehrung jeden Tag abgehalten wird; vorher war es nur dreimal pro Woche, von elf Uhr abends bis drei Uhr morgens.“ In Eile, um ins Detail zu gehen, erzählte sie, wie sie auf dem Luftweg dorthin gekommen war, die Menschen, die sie dort getroffen hatte, insbesondere diejenigen, die für das Töten oder Ausgraben toter Kinder verantwortlich waren. Dann geht sie auf die Funktionen ihres Geliebten ein, des Fürsten der Synagoge und Leutnants Luzifers ein.
Gaufridi wiederum gestand auch, am Sabbat in der Gesellschaft von Hexen teilgenommen zu haben. Die Inquisitoren zwangen ihn, es aufzuschreiben. Darin schrieb er, dass er zweimal im Baume Roland bei Marseille, dreimal in Baume Loubière, in Château-Gombert und einmal im Sainte-Baume an den Hexensynagogen teilgenommen habe.
Er legte sogar ein eigenhändig unterschriebenes Geständnis vor, dass er eine schwarze Messe zelebriert hatte, um seinen Besitz über die Frauen zu behaupten: „Mehr als tausend Menschen wurden durch die unwiderstehliche Anziehungskraft meines Atems vergiftet, der sie mit Leidenschaft erfüllte. Die Dame de la Palud, Madeleines Mutter, war fasziniert wie so viele andere. Aber Madeleine war von einer unvernünftigen Liebe ergriffen und gab sich mir am und außerhalb des Sabbats hin ... Ich wurde am Sabbat aus freien Stücken gezeichnet, und ich habe Madeleine auf dem Kopf, auf dem Bauch, auf den Beinen, auf den Schenkeln und auf den Füßen zeichnen lassen“. Nach einer solchen, sogar unter Folter erpressten Beschreibung gab es für das Parlament von Aix-en-Provence kein Zaudern mehr.
Am 26. nahm er sein Geständnis zurück und sagte vor allen Parlamentariern, dass er sich allen Teufeln hingeben würde, wenn er nicht unschuldig wäre. Der Widerruf des Geständnisses war in den Augen des Gerichts nutzlos, das unterschriebene Geständnis und der Treuepakt waren ausreichende Beweise, um den Priester als schuldig der Magie, der Hexerei, der Gottlosigkeit und der abscheulichen Lust zur Verbrennung zu verurteilen.
Am 1. April, einem Karfreitag, bereute der von der Gnade berührte Priester, so Michaels. Er hatte ihm während der Fastenzeit die Anwesenheit von zwei Kapuzinern auferlegt, die ihn ermahnten, seine Verbrechen zu bekennen. Er gab nach und sagte: „Der Dämon beschuldigt mich des Verbrechens der Magie, das ist wahr, denn ich bin ein Magier.“
Am 22. April wurde Gaufridi dem Propst der Kathedrale von Aix und Generalvikar Joseph Pelicot sowie mehreren Exorzisten vorgestellt. Sie erlegten ihm einen letzten Exorzismus auf, um den Beelzebub aus seinem Körper zu vertreiben und seine Seele zu retten. Sie zogen sich zufrieden zurück und erklärten, dass sie ihre Mission erfüllt hätten. Gaufridi erschien dann vor dem Erzbischof in Begleitung von Louise, die immer noch von ihren Dämonen bewohnt war. Er schwor feierlich ab und bat Madeleine um Vergebung. Auf Wunsch des Prälaten verpflichtete er sich, sein Geständnis schriftlich niederzulegen.

## Verurteilung von Louis Gaufridi
Nachdem das Todesurteil verkündet worden war, stellten die Inquisitoren ihn erneut zur ordentlichen und außerordentlichen Befragung, um die Namen seiner Komplizen zu erfahren. Am 30. April 1611 fand die Ausführung des Beschlusses des Parlaments der Provence statt. Der Bischof von Marseille hatte ihn zuvor degradiert. Nachdem er offiziell um Gottes Vergebung gebeten hatte, wurde Gaufridi barfuß und barhäuptig, mit einem Strick um den Hals, seinen Henkern zur Hinrichtung übergeben. Eskortiert von Bogenschützen wurde er fünf Stunden lang durch die Straßen von Aix geschleift, bevor er auf dem Place des Prêcheurs, dem Ort der Hinrichtung, ankam. Ihm wurde die Gnade zuteil, erdrosselt zu werden, als er zum Scheiterhaufen hinaufstieg.
Diese Affäre gab Anlass zu weiteren Erzählungen. Einer der Schreiber der Untersuchung, Antoine de Thoron, berichtet: Noch während wir an dem Prozesse arbeiteten, kam eine weitere Geschichte auf. Mehrere Zeugen haben ausgesagt, dass Gaufridi zum Sabbat ging, nachdem er sich mit einem bestimmten magischen Öl eingerieben hatte. Dadurch konnte er durch das Kaminrohr in sein Zimmer zurückkehren. Während diese Aussagen verlesen wurden, hörte man ein großes Geräusch im Schornstein, und auf einmal sahen alle Richter einen großen schwarzen Mann, der den Kopf schüttelte. Fast alle Richter sind weggelaufen. Ich fragte ihn, wer er sei, und er antwortete in großer Angst, es sei ein Schornsteinfeger, der, nachdem er den Schornstein gekehrt hatte, deren Zug sich mit dem der Chambre Tournelle verband, hinabgestiegen war und durch den Schornstein des Parlaments hinausgehen wollte.
Thorons Tapferkeit wurde durch den Hinweis neutraler, dass seine gefangene Magistratsrobe war, die ihn an der Flucht hinderte. Zu Tode erschrocken, flehte er zum Himmel, bevor er sich mit dem Schornsteinfeger unterhalten konnte.
Unmittelbar nach dem Tod des Magiers erklärte sich Marguerite de Burlefut, eine andere Ursuline, von ihren Dämonen befreit. In den folgenden Tagen waren die anderen Besessenen an der Reihe, die sich für geheilt hielten. Bei Louise verschwanden Sonneillon und de Gresille und nur Verrine blieb zurück. Der Tod ihres Geliebten beraubte Madeleine Demandolx de la Palud des Augenlichts und des Gehörs. Sie weigerte sich sogar zu essen. Aber am Pfingsttag verließ Asmodeus sie und sie erholte sich. Am Ostertag verschwanden ihre bösen Flecken. Nur Beelzebub blieb mit göttlicher Erlaubnis in ihr.
Madeleine und Louise Capeau wurden aus dem Kloster verwiesen, aber die Geliebte des Pfarrers von Les Accoules blieb unter der Aufsicht der Inquisition. Madeleine wurde weit weg von Marseille verbannt und in Châteauvieux, in der Nähe von Castellane, unter Hausarrest gestellt. Sie lebte dort zunächst als Heilige. Jahrzehnte nach Gaufridis Folterung wurde sie jedoch 1642 und 1652 erneut der Hexerei bezichtigt. Sie verteidigte sich energisch, aber in ihrem zweiten Prozess wurde erneut das Zeichen des Teufels an ihrem Körper gefunden, und sie wurde zu lebenslanger Haft verurteilt. Im hohen Alter wurde sie entlassen, der Obhut eines Verwandten anvertraut und starb 1670 in Châteauvieux im Alter von 77 Jahren.
Nachdem er getötet worden war, wurde die Asche des Priesters von Les Accoules in den Wind geworfen. Es war eine bewundernswerte Saat, denn der Wahnsinn der Ursulinen von Aix war ansteckend und verbreitete sich in vielen Mädchenklöstern der Provence. Die Nonnen hatten dort seltsame Krämpfe und schworen, dass sie voller Teufel seien. Einige Scheiterhaufen fielen dieser Welle der Klostererotik zum Opfer, darunter der der Hexen von Cassis im Jahr 1614.

## Nachleben
Judy Chicago widmete Madeleine de Demandolx de la Palud eine Inschrift auf den dreieckigen Bodenfliesen des Heritage Floor ihrer 1974 bis 1979 entstandenen Installation The Dinner Party. Die mit dem Namen Madeleine de Demandolx beschrifteten Porzellanfliesen sind dem Platz mit dem Gedeck für Petronilla de Meath zugeordnet.